# Потін
Потін, Пофін (дав.-гр. Ποθεινός; початок I століття до н. е. — 48 або 47 до н. е., Александрія, Єгипет) — євнух, вихователь єгипетського царя Птолемея XIII, регент і фактичний правитель Єгипту в період його царювання. Відомий як противник Клеопатри VII і Гая Юлія Цезаря, а також один з ініціаторів вбивства Гнея Помпея Великого.

## Життєпис

### Потін— опікун царя

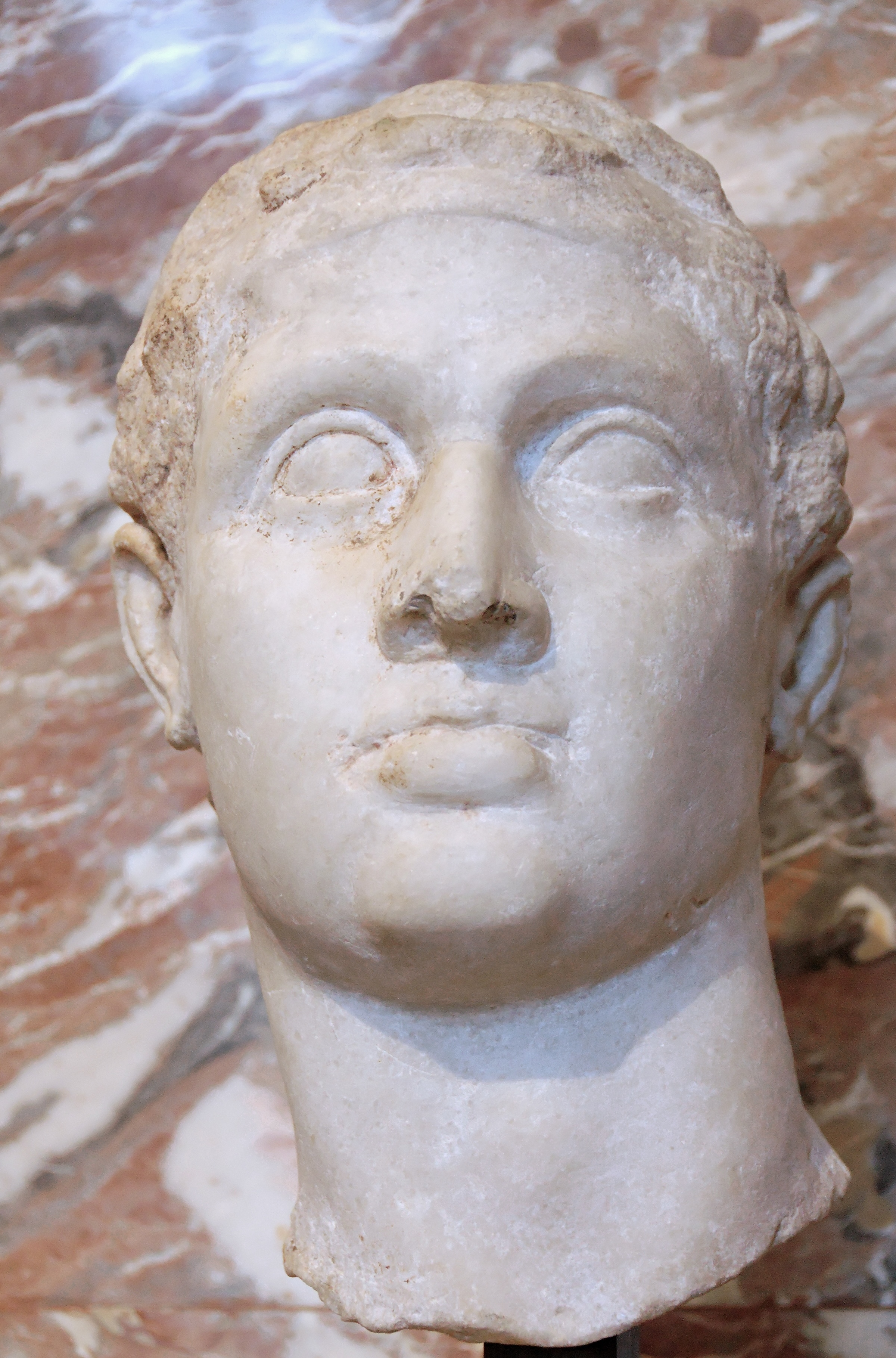
Птолемей XII Неос Діоніс, чия смерть відкрила Потіну шлях до влади

Свідчень щодо життя Потіна до 40-х до н. е. практично не зберіглось. Відомо, що євнуху було доручено піклуватись про малолітнього сина фараона Птолемея XII Авлета, майбутнього Птолемея XIII. Його співправителькою була донька померлого царя, Клеопатра VII, яка була вдвічі старшою за брата. Клеопатра і Птолемей керували Єгиптом лише формально — насправді країною керував Потін, який головував уряд і казну і за свідченями Діона Кассія, керував царським майном. Поряд з полководцем-єгиптянином Агіллою, він був одним з радників неповнолітнього Птолемея XIII, які керували його діями. «Птолемею було тоді тільки близько тринадцяти років, - пише з цього приводу Аппіан. — Він знаходився під опікою Агілли, який командував військами, і євнуха Потіна, який керував фінансами». Третім радником царя був вчитель риторики Теодот з Хіоса. По суті, втрьох ці люди складали керівництво країни.
Основним завданням Потіна на цьому етапі, пише Герман Бенгтсон, було «задоволення римлян, які вибивали з Єгипту величезні доходи». Уряд, який очолював євнух, був безжалісний, а стан країни — невтішним. Так, наприклад, влада наказала під страхом смерті привозити все зерно і бобові з Середнього Єгипту в Александрію, побоюючись, що в місті може піднятись голодний бунт.
На відміну від Птолемея, який повністю був під впливом радників, його сестра Клеопатра мала власну точку зору відносно управління державою, яка не збігалася з планами Потіна, Агілли і інших.
Радники юного фараона намагались за всяку ціну не допустити одноосібного правління Клеопатри, вони утворили групу змовників з метою організації державного перевороту. За свідченнями історика Джоанн Флетчер, обставини в країні на той момент були вкрай сприятливими для здійснення цього задуму — Клеопатра, імовірно, знаходилась на півдні Єгипту, на відкритті храму в Дендері. Здійснити задум вдалось — змістивши і вигнавши з країни Клеопатру, до літа 49 року до н. е. Потін і інші наближені Птолемея проголосили його єдиним правителем. Сам Потін став міністром фінансів (скарбником). Джоан Флетчер передбачає, що він сам призначив себе на цю посаду, «щоб запустити руку в єгипетську скарбницю». Вигнана з країни Клеопатра тим часом стала збирати армію за межами Єгипту.

### Вбивство Помпея і прибуття Цезаря

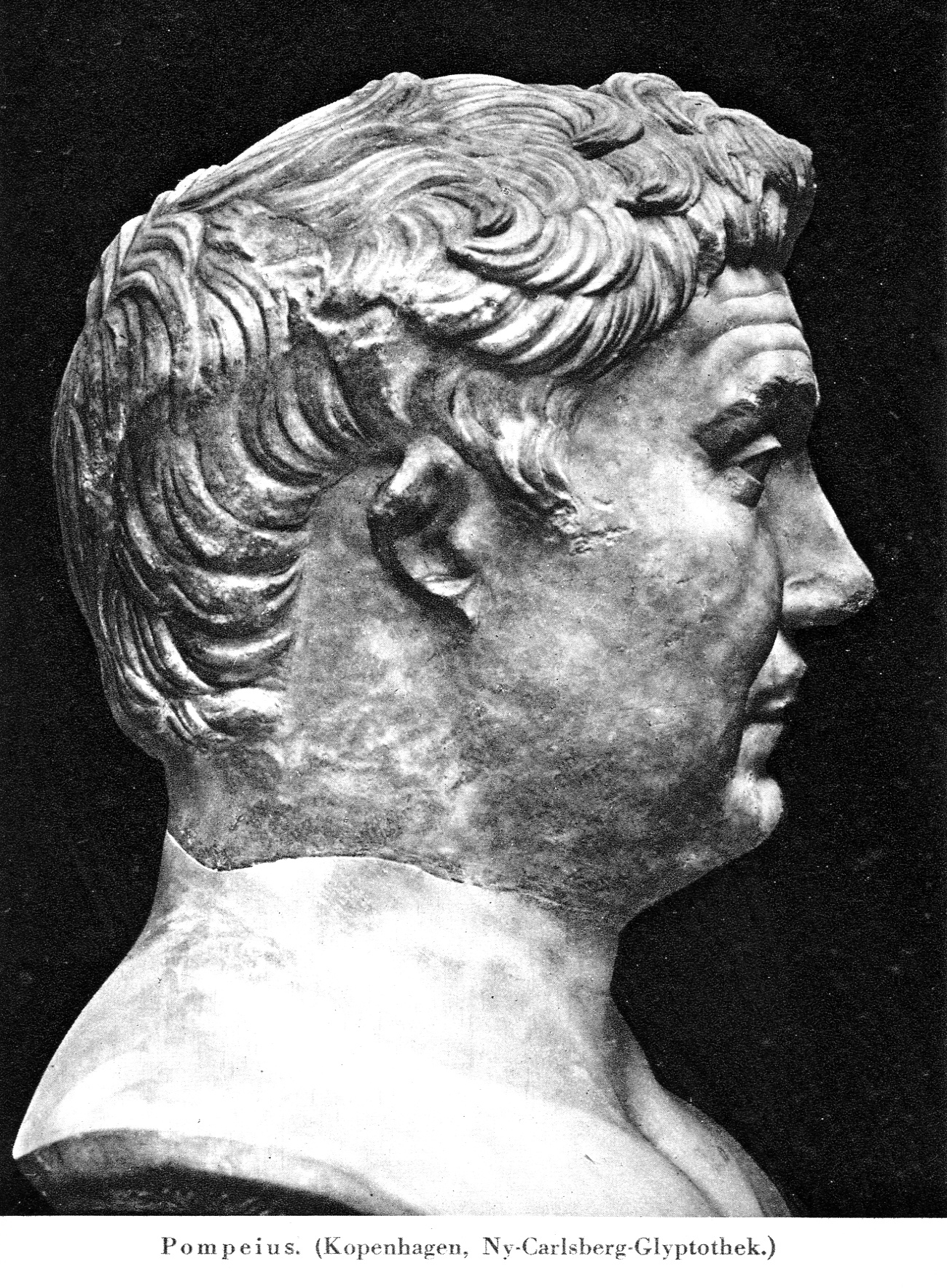
Гней Помпей Великий (ілюстрація з книги Теодора Моммзена «Римська історія»)

Отримавши нищівну поразку у битві при Фарсалі, Гней Помпей Великий був змушений рятуватись втечею. Він ненадовго залишився на Лесбосі, і потім продовжив подорож і вирішив вирушити у Єгипет, розраховуючи на підтримку юного царя, батьку якого, покійному Птолемею XII Авлету, Помпей колись допоміг втримати трон за собою. Коли він дізнався, що Птолемей XIII з військом стоїть біля Пелусія, то вирушив туди, попередньо виславши йому послів. Звістка, яку принесли посли, поставила радників царя в складне становище. «Потін, який керував справами зібрав раду найвпливовіших людей (їх вплив залежав тільки від самого Поітна), і наказав кожному висловити свої думки», — повідомляє Плутарх. Радники Птолемея знали про гонитву Цезаря за Помпеєм і, вирішили, що вбивство останнього допоможе їм догодити його ворогу і здобути прихильність Цезаря.
Ініціатором такого розвитку подій виступив вчитель риторики Теодот. «Мрець не кусається», — дійшли висновку радники царя. Значну роль відіграли і побоювання, що Помпей може стати на бік Клеопатри у міжусобному конфлікті. Безпосереднім вбивцею став колишній центуріон Помпея Септимій.
Однак, реакція Цезаря була не радісною: побачивши відрубану голову Помпея, яку йому принесли, Цезар відвернувся і навіть розплакався. Це занепокоїло як Теодота, який особисто підніс йому голову, так і Потіна, який спостерігав за цим з берега. Потін був присутній на зустрічі Цезаря з Птолемеєм XIII. Він поводився доволі зухвало по відношенню до римлянина: коли Цезар нагадав Птолемею про те, що Єгипет має борг 6 тис. талантів Риму, євнух на правах скарбника втрутився у розмову і порадив полководцю зайнятись іншими великими справами. Цезар залишив цей крок без уваги, зазначивши, що «менше всього він має потребу у єгипетських радниках». Бажаючи якнайскорішого від'їзду римлянина, Потін дав йому обіцянку відправити гроші до Риму, проте Цезар вирішив залишитись у Александрії і особисто дочекатись отримання грошей.

### Інтриги проти Цезаря і смерть
Потіна обурювало те, що Цезар намагався обмежити його закулісну діяльність. Він бачив у Цезарі свого природного ворога, євнух зажадав видворити того за межі Єгипту. Для цього він завзято налаштовував населення країни і насамперед єгипетське військо проти римського диктатора. «Він перш за все, почав скаржитись серед своїх прихильників, що царя викликають на суд для захисту своєї справи», — пише сам Цезар. Так, він навмисно наказав подавати солдатам їжу у найгіршому посуді, натякаючи на те, що всі золоті і срібні тарілки були вкрадені Цезарем. Потін агітував александрійців і проти Клеопатри, він не бажав її повернення у столицю. Діон Касій писав, що начебто євнух «підбурював єгиптян, бо жив в постійному страху, що його притягнуть до відповідальності».
Після того як Цезар оголосив Птолемея XIII і Клеопатру співправителями Єгипту, єгипетська громадськість заспокоїлась, однак Потін як і раніше залишався незадоволеним. Вважається, що він здійснив невдачну спробу отруєння Цезаря — проте, Бенгстон вважає це легендою, він передбачає, що Цезар, добре знав про негативне ставлення Потіна до нього, і дотримувався необхідної обережності. Потін боявся, що Цезарю вдасться примирити Клеопатру і Птолемея, — після цього євнух ризикував втратити вплив на юного царя, а тому, і владу. Одного разу у розмові з Потіном Цезар висловив пропозицію, щоб брат і сестра розпустили свої війська і прийшли до нього для мирних переговорів. Неохоче погодившись Потін вирішив рушити проти Цезаря царське військо, яке стояло біля Касійського мису, на березі Сірбонійського острова. Це завдання він доручив Агіллі. Дізнавшись про це, Цезар наказав стратити Потіна. Коментуючи своє рішення, полководець в своїх «Записках про Громадянську війну» залишив спогади, про те, що начебто євнух «посилав до Агілли гінців і підбадьорював його продовжити розпочату справу і не падати духом, але ці посередники були видані і заарештовані». За іншою версією, приводом для розпорядження про страту Потіна стала інша подія: отримавши наказ вбити Цезаря і Клеопатру, змовники євнуха вже підійшли до них і ледь не здійснили задум, але побоялися поставити під загрозу Птолемея, що знаходився поруч з ними, і тому відклали вбивство на наступний день. Розмову змовників підслухав раб Цезаря, цирульник, який швидко розповів про почуте своєму хазяїну. Є свідчення, що на страті Потіна наполягала Клеопатра, яка розмовляла про це з Цезарем. Так чи інакше, в результаті Потіну відтяли голову. Джоан Флетчер вважає, що у метушні, яка почалась, Агілла зумів втекти з палацу до війська і надалі почав військові дії проти Цезаря, тоді як польський дослідник Александр Кравчук впевнений — Агілла взагалі не з'являвся у палаці і підтримував зв'язок з Потіном суто через послів, коли війна між Агіллою і Цезарем була в самому розпалі. За свідченнями Кравчука, окрім іншого, Цезар міг вбити Потіна через побоювання, що той викраде юного Птолемея. З точки зору Цезаря, саме страта Потіна стала подією, яка поклала початок Александрійській війні, в результаті якої правителькою Єгипту стала Клеопатра.
Як наслідок цього, під час другого тріумфу Цезаря, який пройшов у Римі з нагоди перемоги над Єгиптом, натовп вітав картини з зображенням страти над вбивцями Помпея, Потіном і Агіллою, гучними вигуками.

## Відображення у культурі
Потін є одним з персонажів поеми римського поета Марка Аннея Лукана, створеної впродовж кількох років потому після подій Громадянської війни. За припущенням Олександра Кравчука, Лукан, повторюючи слова Потіна, ґрунтувався на достовірних джерелах.
У відомій п'єсі Джорджа Бернарда Шоу «Цезар і Клеопатра» (1898) Потін описується так: «Кремезний чоловік, приблизно років п'ятдесяти, євнух; палкий, енергійний, винахідливий, розумом і характером не відрізняється, нетерплячий і не вміє володіти собою; у нього пухнасте волосся, схоже на хутро».
Образ Потіна часто використовувався в кінофільмах про Клеопатру. Його роль виконували такі актори, як Леонард Муді («Клеопатра», 1934), Френсіс Лофтус Саліван («Цезар і Клеопатра», 1945), Грегуар Аслан («Клеопатра», 1963), Джон Ринхэм («Клеопатри», 1983), Джеймс Саксон («Клеопатра», 1999), Тоні Гайлфойл (телесеріал «Рим», 2005) і інші.